# Antônio Joaquim Wanzeller
Antônio Joaquim Wanzeller (Portugal, c. 1809 — Florianópolis, 28 de maio de 1873) foi um político luso-brasileiro.
Foi juiz municipal em Laguna, deputado à Assembleia Legislativa Provincial de Santa Catarina na 13ª legislatura (1860 — 1861) e na 15ª legislatura (1864 — 1865).
Foi tenente-coronel da Guarda Nacional.